# فرودگاه بین‌المللی خارکوف
فرودگاه بین‌المللی خارکوف (به انگلیسی: Kharkiv International Airport) یک فرودگاه همگانی با کد یاتا HRK است که یک باند فرود بتن دارد و طول باند آن ۲۵۰۰ متر است. این فرودگاه در شهر خارکوف کشور اوکراین قرار دارد و در ارتفاع ۱۵۵ متری از سطح دریا واقع شده‌است.

## نگارخانه

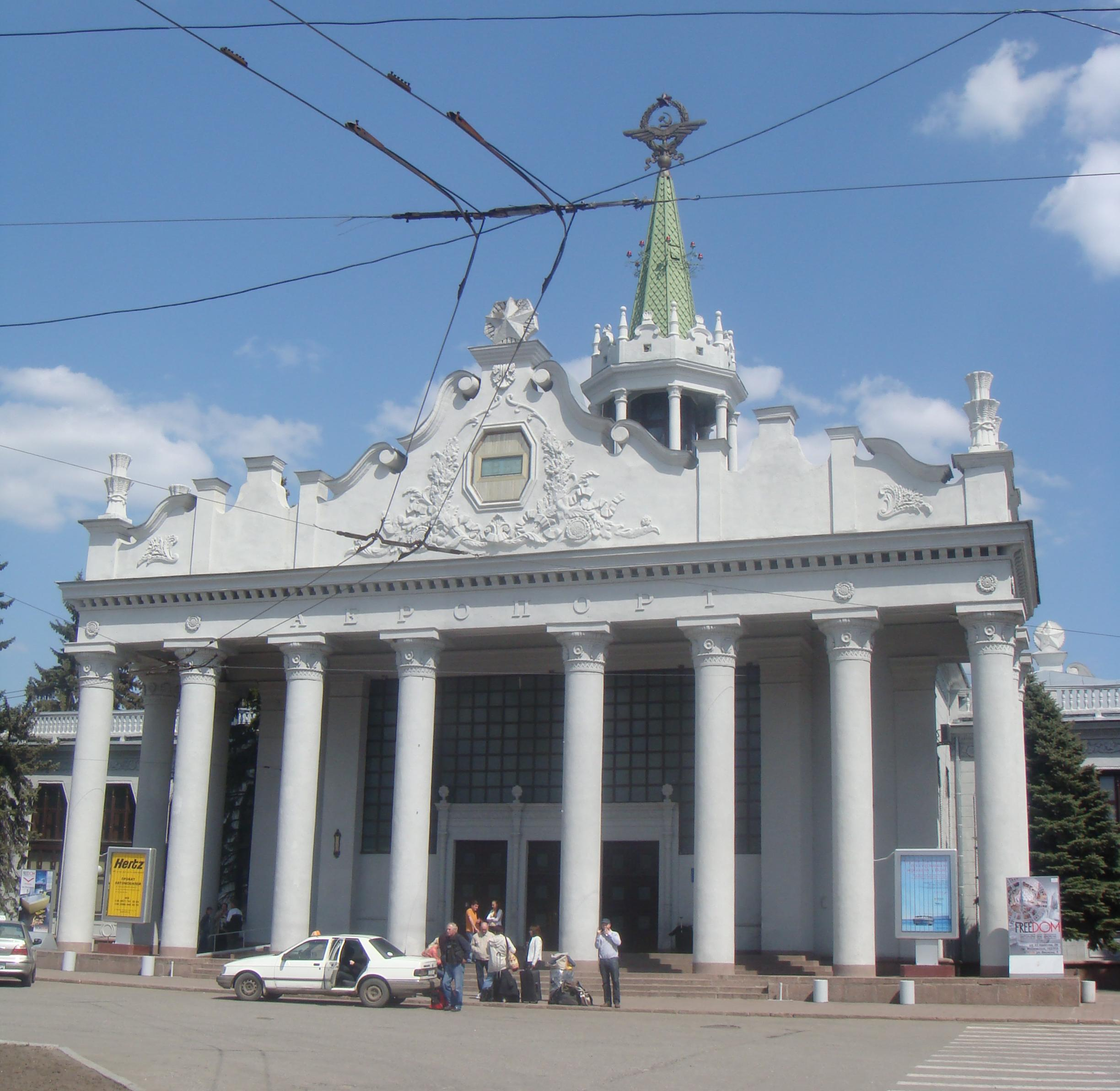
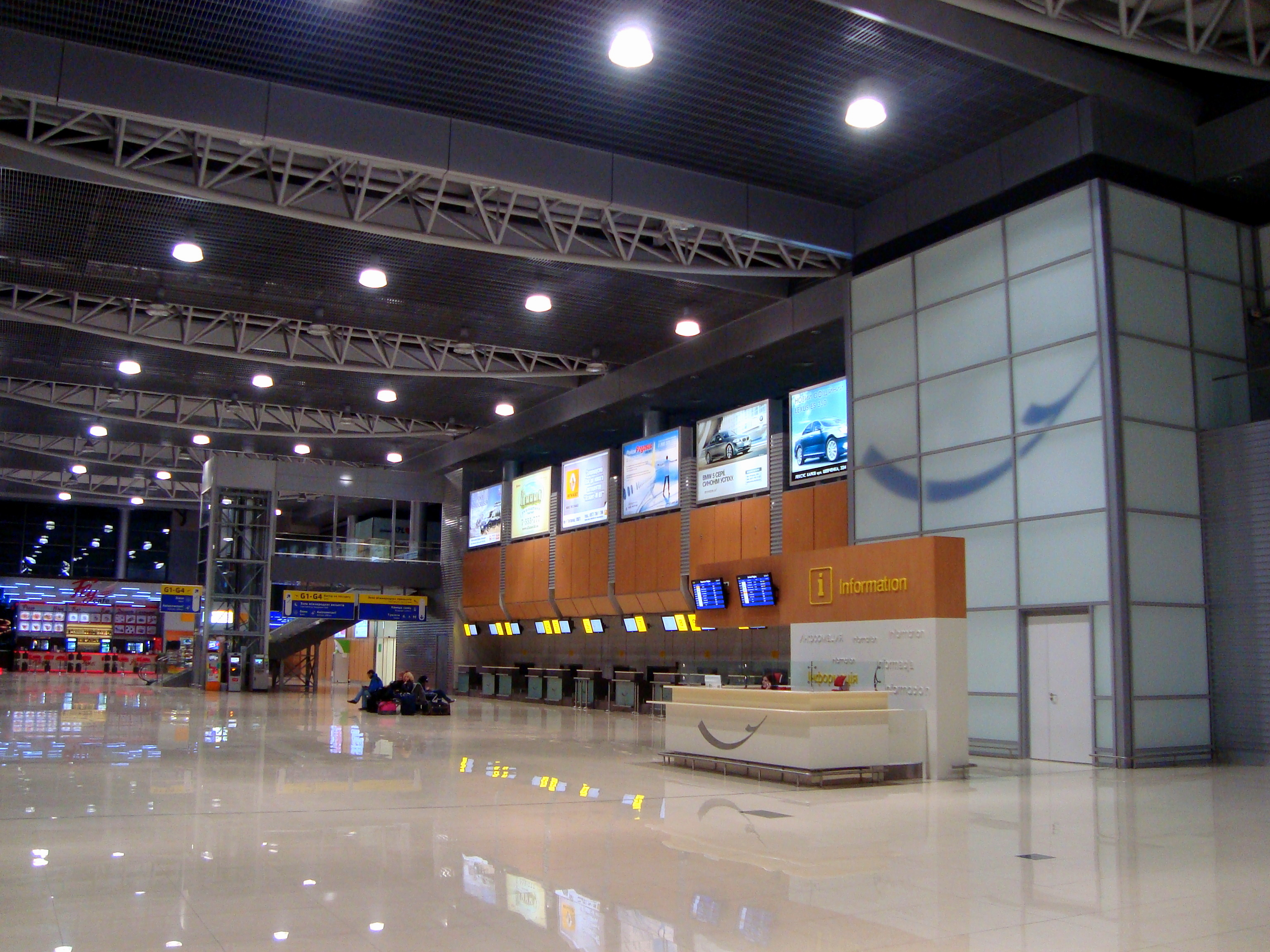
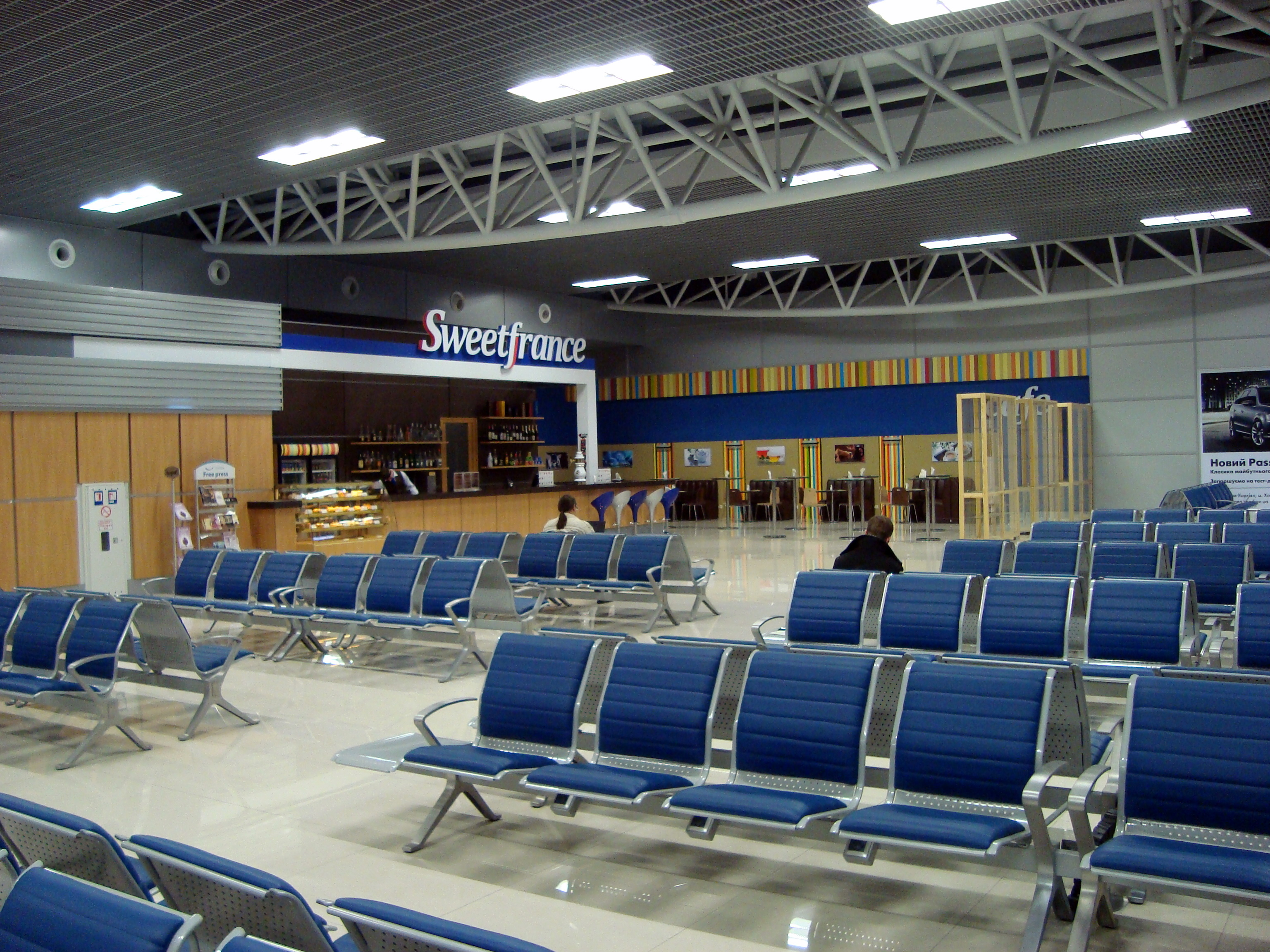

## شرکت‌های هواپیمایی و مقصدهای پروازی

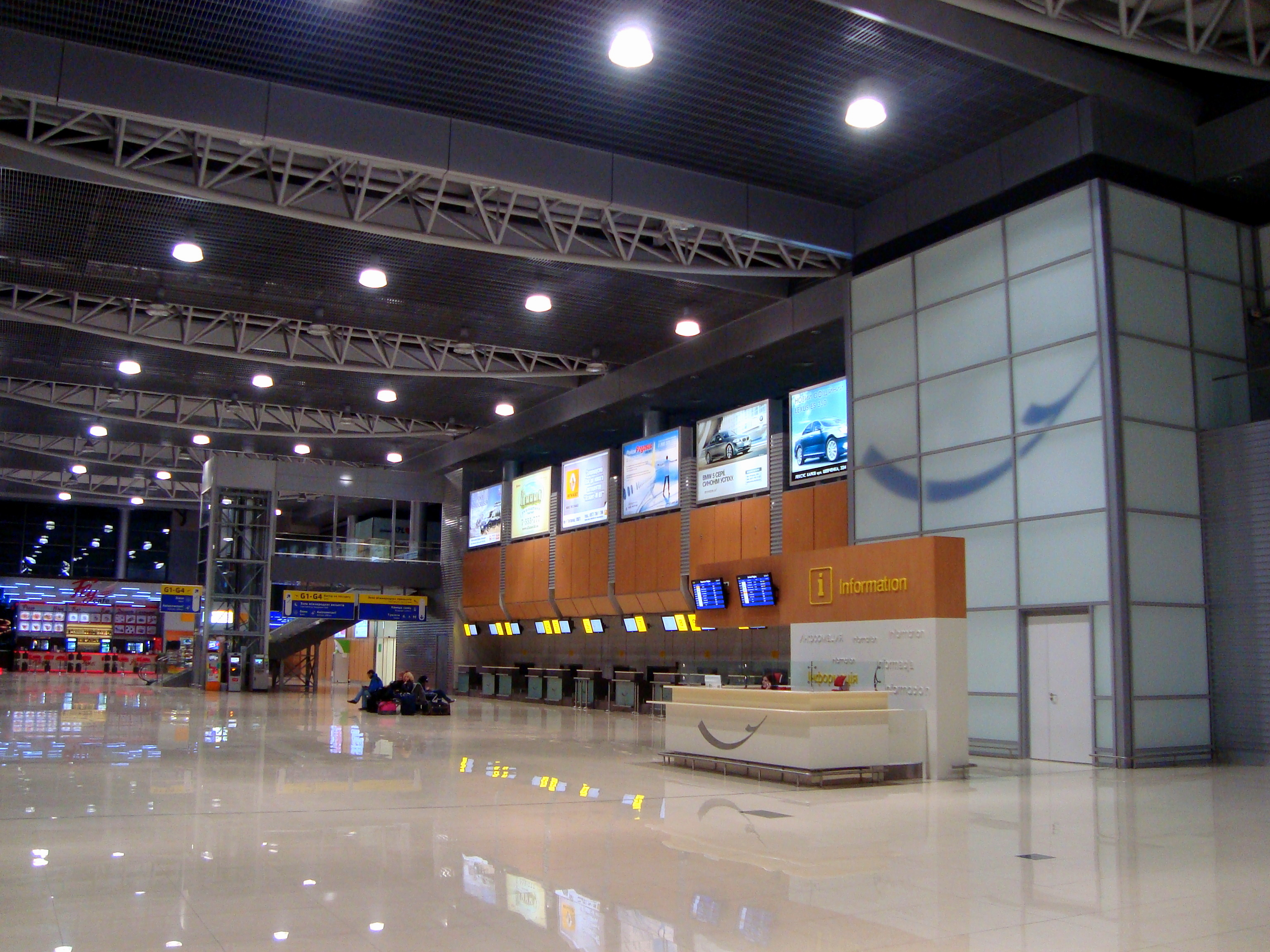
Interior of the new terminal

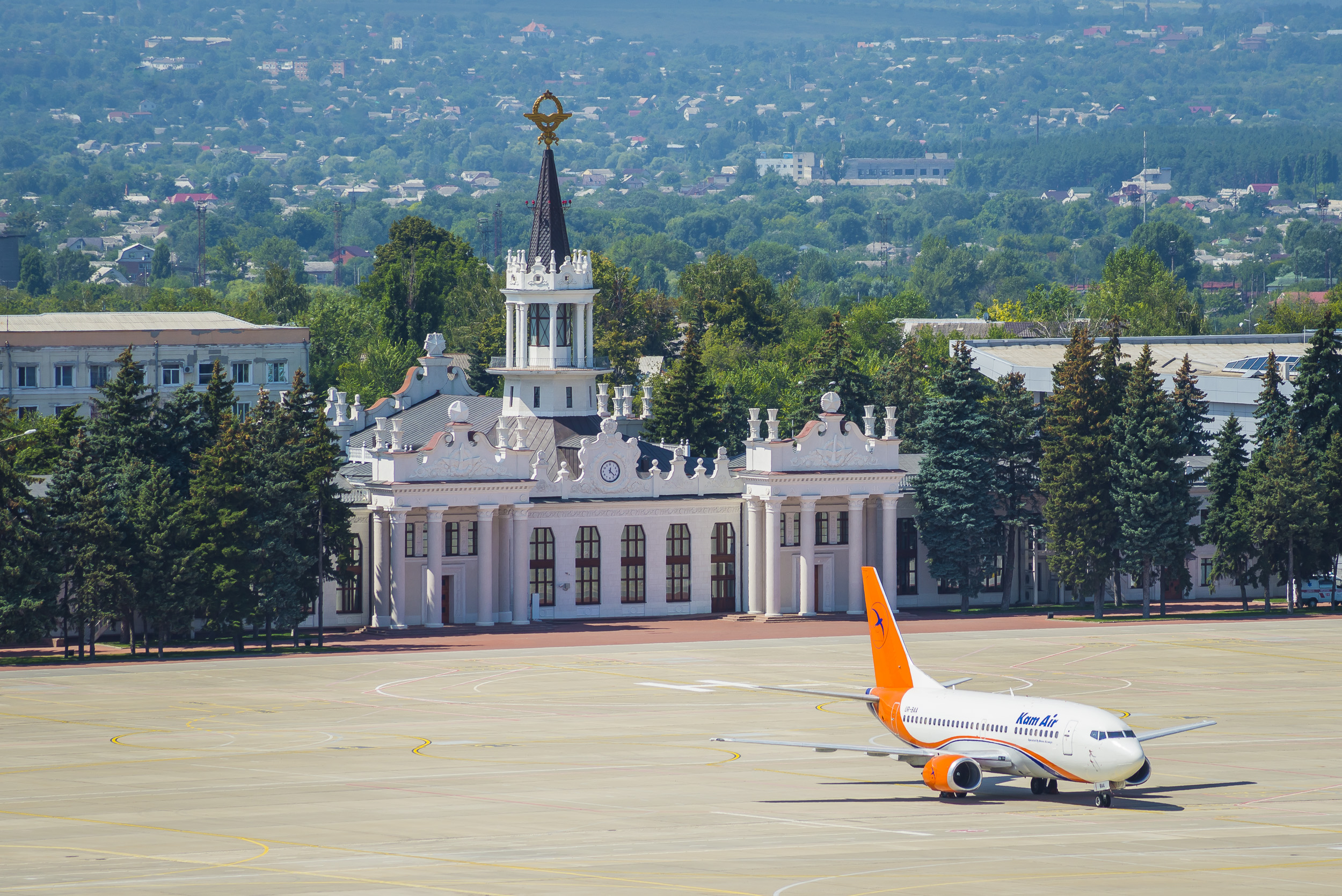
Old terminal

| شرکت‌های هواپیمایی               | مقصدهای پروازی                                                               |
| ------------------------------- | ---------------------------------------------------------------------------- |
| Anda Air                        | چارتر فصلی: تیوات                                                            |
| AtlasGlobal Ukraine             | آتاترک چارتر فصلی: آنتالیا                                                   |
| Azur Air Ukraine                | چارتر فصلی: آنتالیا، بارسلونا-ال پرات، دالامان، شرم‌الشیخ                     |
| بلاویا                          | مینسک                                                                        |
| براوو ایرویز                    | چارتر فصلی: آنتالیا، دالامان، بورگاس، منستیر – حبیب بورقیبه، شرم‌الشیخ، تیوات |
| DART Ukrainian Airlines         | چارتر فصلی: تیوات                                                            |
| الین‌ایر                         | فصلی: سالونیک                                                                |
| لوت پولیش ایرلاینز              | شوپن ورشو                                                                    |
| پگاسوس ایرلاینز                 | صبیحه گوکچن                                                                  |
| ترکیش ایرلاینز                  | آتاترک                                                                       |
| یوام ایر اجرا توسط براوو ایرویز | فصلی: ملکه علیا، رفیق حریری بیروت                                            |
| هواپیمایی بین‌المللی اوکراین     | بوریسپیل، کوتائیسی، بن گوریون چارتر فصلی: آنتالیا، شرم‌الشیخ                  |
| Windrose Airlines               | چارتر فصلی: آنتالیا، شرم‌الشیخ                                                |